# Woodhaven (Queens)
Woodhaven è un quartiere del Queens, uno dei cinque distretti di New York. I confini del quartiere sono il parco Forest a nord, Richmond Hill a est, Ozone Park a sud e Cypress Hills a ovest.
Woodhaven è parte del Queens Community District 9 e il suo ZIP code è 11421.

## Demografia
Secondo i dati del censimento del 2010 la popolazione di Woodhaven era di 56 674 abitanti, in aumento del 4,7% rispetto ai 54 149 del 2000. La composizione etnica del quartiere era: 17,4% (9 856) asioamericani, 17,3% (9 798) bianchi americani, 6,1% (3 458) afroamericani, 0,4% (250) nativi americani, 0,0% (23) nativi delle isole del Pacifico, 2,4% (1 371) altre etnie e 2,8% (1 612) multietinici. Gli ispanici e latinos di qualsiasi etnia erano il 53,5% (30 306).

## Trasporti
Il quartiere è servito dalla metropolitana di New York attraverso le stazioni di Woodhaven Boulevard, 85th Street-Forest Parkway e 75th Street-Elderts Lane della linea BMT Jamaica, dove fermano i treni delle linee J e Z.